# Гипотеза Арнольда — Гивенталя
Гипотеза Арнольда — Гивенталя — математическая гипотеза о числе точек пересечения замкнутых симметричных лагранжевых подмногообразий, названа по имени Владимира Арнольда и Александра Гивенталя.
В исходной формулировке гипотеза утверждает, что число точек пересечения замкнутого симметричного (то есть образованного неподвижными точками какой-нибудь анти-симплектической инволюции объемлющего симплектического многообразия) лагранжева подмногообразия со своим образом при (финитной) гамильтоновой изотопии не меньше числа критических точек некоторой функции на нем.